# Manitowoc (nagyváros, Wisconsin)
Manitowoc település az Amerikai Egyesült Államok Wisconsin államában, Manitowoc megyében, melynek megyeszékhelye is. Lakosainak száma 34 626 fő (2020. április 1.).

## Népesség
A település népességének változása:

| 2010 | 33 736 |
| 2020 | 34 626 |